# Silvana Tenreyro
Silvana Tenreyro (San Miguel de Tucumán, 6 de septiembre de 1973) es una economista angloargentina, actualmente profesora de Economía en la London School of Economics y miembro externo del Comité de Política Monetaria del Banco de Inglaterra desde julio de 2017. Se desempeña como presidenta de la European Economic Association desde 2021.

## Biografía
Nació en San Miguel de Tucumán. Su abuelo, desaparecido durante la dictadura militar, también fue economista. Emigró de la Argentina, principalmente, motivada por los diversos problemas económicos del país.
Se graduó con diploma de honor de la Universidad Nacional de Tucumán, Argentina en 1997, luego estudió una maestría y logró un PhD en Ciencias Económicas por la Universidad de Harvard, siendo su tesis supervisada por Robert Barro, Alberto Alesina y Kenneth Rogoff.
Fue designada, por un mandato de tres años, como parte del Comité de Política Económica del Banco de Inglaterra, en julio de 2017, siendo renovada para el cargo en 2020. Paralelamente, se ha desempeñado como profesora en la London School of Economics. Por otra parte, fue parte de la Banco de Boston de la Reserva Federal entre 2002 y 2004, como también del Banco de Mauricio, de 2012 a 2014.
Tenreyro fue electa como miembro de la Academia Británica (FBA) en julio de 2018. En 2021 fue nombrada como miembro de la Econometric Society.
Ostenta tres nacionalidades: la argentina, la británica y la italiana.